# Raimo Kangro
 (décembre 2021).
Si vous disposez d'ouvrages ou d'articles de référence ou si vous connaissez des sites web de qualité traitant du thème abordé ici, merci de compléter l'article en donnant les références utiles à sa vérifiabilité et en les liant à la section « Notes et références ».
Raimo Kangro, né le 21 septembre 1949 à Tartu et mort le 4 février 2001 à Ruila, est un compositeur et pédagogue estonien.

## Biographie
Raimo Kangro naît dans une famille de jardiniers à Tartu. Il étudie le piano, puis la composition au conservatoire d'État de Tallinn (aujourd'hui l'Académie estonienne de musique et de théâtre ) jusqu'en 1973, avec Jaan Rääts, puis avec Eino Tamberg. En 1975 et 1976, il est directeur musical de la télévision estonienne. De 1977 à 1985, il est consultant auprès de l’Association des compositeurs de la république d’Estonie. À partir de 1993, il est directeur de la Fondation de la musique estonienne (Eesti Muusikafond) et dès 1989, il enseigne la composition à l’Académie estonienne de musique. En 1993, il est nommé conférencier. 
Kangro est l'un des compositeurs de musique de chambre les plus prolifiques d'Estonie ce qui lui permet d'acquérir une renommée internationale en tant que compositeur. Sa musique est décrite comme puissante et impulsive. Ses œuvres contiennent généralement beaucoup d'énergie rythmique et d'un grand sens du timbre.
En 1982, Raimo Kangro reçoit le prix national de la RSS d’Estonie, en 1994 le titre d’artiste honoré de la RSS d’Estonie et en 1996 le prix culturel de la république d’Estonie.
Raimo Kangro était marié à la poétesse estonienne Leelo Tungal (* 1947) qui lui fourni les textes de certaines de ses œuvres. Leur fille, Maarja Kangro (* 1973) est écrivaine.

## Œuvres

### Symphonies
- Symphonie no 1 « Sinfonia Semplice » (1976)
- Symphonie no 2 « Tuuru » (1985)
- Symphonie no 3 « Sinfonia Sincera » (1986)
- Symphonie no 4 « Clicking Symphony » (1993)

### Vocale
- Imelugu [« Une histoire étrangère »] d'après le Décaméron de Boccace (opéra, 1972–1974)
- Credo (oratorio, 1977)
- Ooperimäng (opéra pour enfants, 1977)
- Põhjaneitsi [« La vierge du Nord »] (opéra-rock, 1980)
- Ohver (opéra, 1981)
- Saabastega kass (comédie musicale, 1981)
- Helin (sinfonisches Gedicht, 1985)
- Sensatsioon (opéra-rock, 1986)
- Uku ja Ecu (opéra, 1998)
- Süda (opéra, 1999)

### Musique de chambre
- Display IX pour vents, percussion et guitare basse

En outre, Kangro a notamment écrit trois concertos pour deux pianos (1978, 1988, 1992), un pour flûte, deux pianos (1974), un pour violon et un concerto pour basson, un trio avec piano et de nombreuses musiques de scènes et partitions pour le cinéma.

## Discographie
- Kalle Randalu , piano : Concerto pour piano n° 2, op.60 ; Display VIII Porträt Schuberts, op. 42; Access, op 59.  Artes Edition, Bühl / Baden 2001.

## Distinctions
- Ordre de l'Étoile blanche d'Estonie de 4e classe